# Chelanops occultus
Espèce
Chelanops occultus est une espèce de pseudoscorpions de la famille des Chernetidae.

## Distribution
Cette espèce est endémique du Chili.

## Description
Le mâle mesure 3,5 mm et la femelle 4,0 mm.

## Publication originale
- Beier, 1964 : Die Pseudoscorpioniden-Fauna Chiles. Annalen des Naturhistorischen Museums in Wien, vol. 67, p. 307-375.